# USS Bray (APD-139)
USS Bray (DE-709/APD-139) là một tàu hộ tống khu trục lớp Rudderow, sau đó được cải biến thành một tàu vận chuyển cao tốc lớp Crosley, đã phục vụ cùng Hải quân Hoa Kỳ trong Chiến tranh Thế giới thứ hai. Nó là chiếc tàu chiến duy nhất của Hải quân Hoa Kỳ được đặt cái tên này, theo tên hạ sĩ Thủy quân Lục chiến Raymond Leon Bray (1918-1942), người từng phục vụ cùng Sư đoàn 1 Thủy quân Lục chiến tại khu vực quần đảo Solomon, đã tử trận trong  Trận Gavutu vào ngày 7 tháng 8, 1942 và được truy tặng Huân chương Chữ thập Hải quân. Nó đã phục vụ trong chiến tranh như một tàu hộ tống khu trục cho đến ngày 16 tháng 7, 1945, cải biến thành một tàu vận chuyển cao tốc, và tiếp tục phục vụ trong vai trò huấn luyện cho đến khi xuất biên chế vào năm 1946. Con tàu cuối cùng bị đánh chìm như mục tiêu vào năm 1965.

## Thiết kế và chế tạo
Lớp Rudderow có thiết kế hầu như tương tự với lớp Buckley trước đó; vì giữ lại kiểu động cơ turbine-điện General Electric, cung cấp điện năng cho mô-tơ điện để dẫn động hai trục chân vịt. Lớp này còn được gọi là kiểu TEV, do hệ thống động lực Turbo-Electric và cỡ pháo 5-inch (V).
Thiết kế của lớp Crosley dựa trên việc cải biến lớp tàu hộ tống khu trục Rudderow. Cấu trúc thượng tầng con tàu được mở rộng, đồng thời tháo dỡ bớt vũ khí trang bị để lấy chỗ bố trí nơi nghỉ cho 162 binh lính được vận chuyển cùng khoảng 40 tấn trang bị. Sau cải biến, dàn vũ khí được giữ lại bao gồm một khẩu pháo 5 inch (130 mm)/38 cal bố trí một phía trước mũi; ba khẩu đội pháo phòng không Bofors 40 mm nòng đôi và sáu pháo phòng không Oerlikon 20 mm; vũ khí chống ngầm gồm hai đường ray Mk. 9 để thả mìn sâu. Thủy thủ đoàn đầy đủ bao gồm 15 sĩ quan và 168 thủy thủ; và con tàu được bố trí tiện nghi để vận chuyển 12 sĩ quan cùng 150 binh lính đổ bộ.
Bray được đặt lườn như là chiếc DE-709 tại xưởng tàu của hãng Defoe Shipbuilding Co. ở Bay City, Michigan vào ngày 27 tháng 1, 1944. Nó được hạ thủy vào ngày 15 tháng 4, 1944, được đỡ đầu bởi bà Mattie M. Bray, mẹ của hạ sĩ Bray, và nhập biên chế cùng Hải quân Hoa Kỳ vào ngày 4 tháng 9, 1944 dưới quyền chỉ huy của Hạm trưởng, Thiếu tá Hải quân James A. Heatherington, III.

## Lịch sử hoạt động
Sau khi hoàn tất việc chạy thử máy huấn luyện, Bray được phân về Đội hộ tống 12 trực thuộc Hạm đội Đại Tây Dương và hoạt động tuần tra chống tàu ngầm ngoài khơi Long Islandcũng như thực tập phối hợp cùng với tàu ngầm. Nó mắc tai nạn va chạm với tàu ngầm Cuttlefish (SS-171) vào ngày 8 tháng 12, 1944 và phải được sửa chữa tại Xưởng hải quân Boston, rồi đi đến Norfolk, Virginia vào đầu năm 1945 để hoạt động như tàu huấn luyện cho thủy thủ đoàn các tàu khu trục và tàu hộ tống khu trục tương lai. Sau đó nó huấn luyện phối hợp cùng thủy thủ đoàn tàu ngầm ngoài khơi New London, Connecticut cho đến giữa tháng 7.
Trong giai đoạn này, Bray đôi khi làm nhiệm vụ tuần tra chống tàu ngầm dọc theo vùng bờ Đông. Vào ngày 19 tháng 3, nó đi đến trợ giúp cho chiếc Heroic (AMc-84), cứu được chiếc tàu quét mìn khỏi bị đắm. Bất chấp biển lạnh giá và trời tối đen, thủy thủ của Bray đã lặn xuống nước để bịt kín lổ thủng trên chiếc tàu quét mìn.
Từ ngày 15 tháng 7 đến ngày 18 tháng 9, Bray đi vào Xưởng hải quân Charleston để cái biến thành một tàu vận chuyển cao tốc lớp Crosley, được xếp lại lớp với ký hiệu lườn mới APD-139 vào ngày 16 tháng 7. Nó sau đó phục vụ như một tàu huấn luyện ngoài khơi Miami, Florida. Con tàu được chuyển đến Green Cove Springs, Florida vào ngày 7 tháng 12 và được đưa về Hạm đội 16, tiền thân của Hạm đội Dự bị Đại Tây Dương, rồi được cho xuất biên chế vào ngày 10 tháng 5, 1946 và không bao giờ quay trở lại hoạt động. Tên nó được cho rút khỏi danh sách Đăng bạ Hải quân vào ngày 1 tháng 6, 1960, và con tàu bị đánh chìm như một mục tiêu vào ngày 27 tháng 3, 1963.

## Phần thưởng
Nguồn: Navsource Naval History
|  |  |

| Huân chương Chiến dịch Hoa Kỳ | Huân chương Chiến thắng Thế Chiến II |